# Tom N Toms
Tom N Toms Coffee là một chuỗi cửa hàng cà phê ở Hàn Quốc. Tính đến 2014, chuỗi có hơn 410 cửa hàng ở Hàn Quốc. Ngoài ra, cửa hàng đầu tiên, Holland Store, ở Ma Cao đã được mở cửa vào tháng 9 năm 2015. Tính đến tháng 2 năm 2016, có 6 đến 7 cửa hàng mở cửa và hoạt động ở Los Angeles, CA (khu Hàn Quốc) không bao gồm 1 cửa hàng ở Little Tokyo và một vài cửa hàng ở khu vực khác ở Mỹ.

## Liên kết
- Website chính thức